# Campeonato Goiano de Futebol de 1960 (Campeonato Estadual)
O Campeonato Goiano de 1960 foi a 4º edição da divisão principal do campeonato estadual de Goiás. Foi realizado e organizado pela Federação Goiana de Desportos e disputado por 3 clubes entre os dias 15 de outubro e 12 de novembro de 1961.
Esta foi a quarta edição do Campeonato Goiano e não é reconhecida pela Federação Goiana de Futebol. Informalmente o torneio é conhecido como Super Campeonato Goiano.
O campeão foi o Goiânia que conquistou seu segundo título goiano na história da competição - excluindo os goianienses. A Anapolina foi a vice-campeã.

## Regulamento
A competição foi disputada pelo Goiânia (campeão goianiense de 1960), Anapolina (campeão anapolino de 1960) e Inhumas (campeão goiano do interior de 1960). Os três times se enfrentaram em turno e returno, com o título ficando para a equipe que somou mais pontos.

## Participantes
| Equipe    | Cidade   | Classificação               | Em 1960 | Estádio (mando)   | Participação | Títulos        |
| --------- | -------- | --------------------------- | ------- | ----------------- | ------------ | -------------- |
| Anapolina | Anápolis | Campeão Anapolino de 1960   | NP      | Manoel Demóstenes | 1ª           | 0 (não possui) |
| Goiânia   | Goiânia  | Campeão Goianiense de 1960  | 1º      | Pedro Ludovico    | 2ª           | 1 (em 1959)    |
| Inhumas   | Inhumas  | Campeão Interiorano de 1960 | NP      | Elpídio Brandão   | 1ª           | 0 (não possui) |

## Estádios

Elpídio Brandão
Manoel Demóstenes
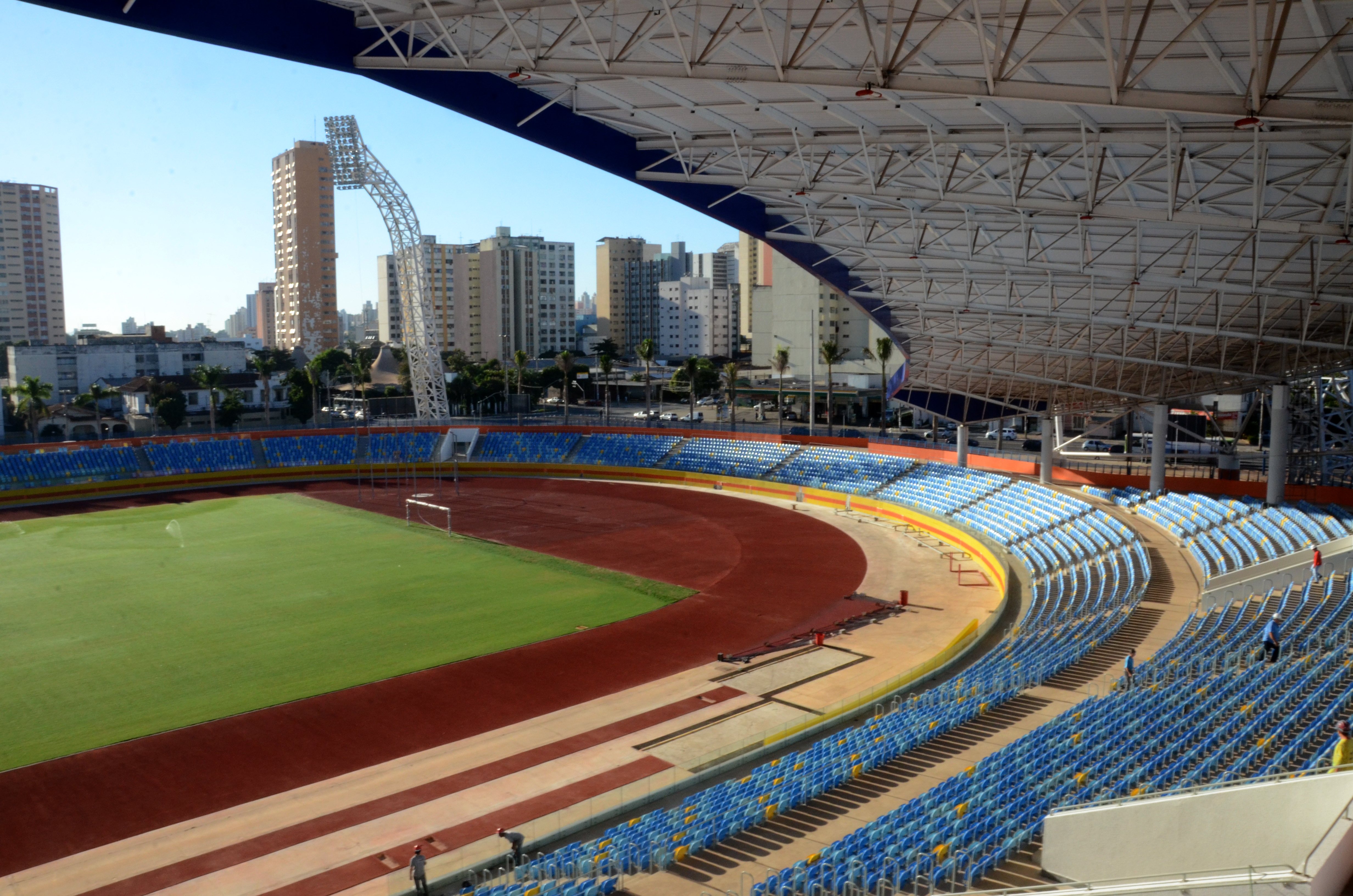
Pedro Ludovico

## Tabela

### Fase única
Primeira Rodada
| 15 de outubro de 1961 | Anapolina | 1 – 5 | Goiânia | Manoel Demóstenes |
|                       |           |       |         |                   |

Segunda Rodada
| 22 de outubro de 1961 | Goiânia | 4 – 1 | Inhumas | Estádio Olímpico |
|                       |         |       |         |                  |

Terceira Rodada
| 25 de outubro de 1961 | Inhumas | 0 – 0 | Anapolina | Estádio Elpídio Brandão |
|                       |         |       |           |                         |

Quarta Rodada
| 29 de outubro de 1961 | Anapolina | 1 – 0 | Inhumas | Manoel Demóstenes |
|                       |           |       |         |                   |

Quinta Rodada
| 5 de novembro de 1961 | Inhumas | 0 – 2 | Goiânia | Estádio Elpídio Brandão |
|                       |         |       |         |                         |

Sexta Rodada
| 12 de novembro de 1961 | Goiânia | 6 – 3 | Anapolina | Estádio Olímpico |
|                        |         |       |           |                  |

## Premiação
| Campeonato Goiano 1960      |
| --------------------------- |
| Goiânia Campeão (2º título) |